# Stockwood (Bristol)
Stockwood – dzielnica miasta Bristol, w Anglii, w Bristol, w dystrykcie (unitary authority) Bristol. Leży 7,3 km od centrum miasta Bristol, 58,8 km od miasta Taunton i 171,2 km od Londynu. W 2011 dzielnica liczyła 10 802 mieszkańców.